# أدريا أرغونا
أدريا أرغونا قالب:Lang-mul هو لاعب كرة قدم إسباني في مركز نصف الجناح، ولد في 28 فبراير 1996 في فيلا سيكا في إسبانيا. لعب مع نادي برشلونة للشباب ونادي ريوس ديبورتيو ونادي سان أندرو.

## وصلات خارجية
- أدريا أرغونا على موقع قاعدة بيانات كرة القدم.إي يو (الإنجليزية)
- أدريا أرغونا على موقع Soccerway.com (الإنجليزية)